# Giro de Lombardia de 2011
O Giro de Lombardia de 2011, a 105º edição de esta clássica ciclista, disputou-se no sábado 15 de outubro de 2011, com um percurso de 241 km entre Milão e Lecco, sendo a última competição do UCI World Tour de 2011 com a qual se fechou dito calendário.
Vincenzo Nibali foi o protagonista da jornada ao escapar-se em solitário na ascensão a Madonna del Ghisallo, mas foi caçado nas primeiras rampas em Villa Vergano. Finalmente o ganhador foi Oliver Zaugg da Leopard Trek, quem depois do reagrupamento depois de caçar a Nibali deu o golpe final à falta de 10 km coroando em solitário a última cota e podendo manter uma escassa margem com 5 perseguidores até final em Lecco. A segunda posição foi para Daniel Martin e terceiro Joaquim Rodríguez, respectivamente, encabeçando o grupo perseguidor a 8 segundos por trás de Zaugg junto Ivan Basso, Przemysław Niemiec e Domenico Pozzovivo que ocuparam os seguintes postos.

## Percorrido
A carreira contou com cinco portos e nesta edição depois da tradicional ascensão ao Madonna del Ghisallo (8,5 km ao 6,2%), teve uma última ascensão a só 9 km para a meta em Villa Vergano, o qual era curto (3,4 km) mas no final chegava quase 12% de desnível. e representava a última oportunidade de chegar em solitário à meta já que depois da subida, 6 km em descida e 3 em plano levavam-nos até Lecco, final da carreira.

## Equipas participantes
Participaram 25 equipas: os 18 de categoria UCI Pro Tour (ao ser obrigada a sua participação); mais 7 de categoria Profissional Continental mediante convite da organziação (Acqua & Sapone, Androni Giocattoli-C.I.P.I., Colnago-CSF Inox, Farnese Vini-Neri Sottoli, Geox-TMC, Team Europcar e FDJ). Formando um pelotão de 195 ciclistas com 8 corredores a cada equipa (excepto a Omega Pharma-Lotto, Europcar e Leopard Trek que o fizeram com 7 e o HTC-Highroad que o fez com 6), dos que acabaram 63. As equipas participantes foram:
| Equipes ProTeam (18)- Ag2r La Mondiale - Astana - BMC Racing Team - Euskaltel-Euskadi - Garmin-Cervélo - HTC-Highroad - Katusha - Lampre-ISD - Leopard-Trek - Liquigas-Cannondale - Movistar Team - Omega Pharma-Lotto - Quick Step Cycling Team - Rabobank - Team RadioShack - Saxo Bank-Sungard - Sky ProCycling - Vacansoleil-DCM Equipes profissionais Continentais (7)- Acqua & Sapone - Androni Giocattoli-C.I.P.I - Colnago-CSF Inox - Team Europcar - Farnese Vini-Neri Sottoli - FDJ - Geox-TMC |
| |

## Classificação final
As classificações finalizaram da seguinte forma:
| \| Classificação geral \| Classificação geral \| Classificação geral \| Classificação geral \| Classificação geral \| \| Ciclista \| Ciclista \| Equipe \| Tempo \| \| \| ------------------- \| ----------------------- \| ------------------------- \| ------------------- \| ------------------- \| \| 1. \| Oliver Zaugg \| Leopard-Trek \| 6h20m02s \| \| \| 2. \| Daniel Martin \| Garmin-Cervélo \| + 8s \| \| \| 3. \| Joaquim Rodríguez \| Katusha \| + 8s \| \| \| 4. \| Ivan Basso \| Liquigas-Cannondale \| + 8s \| \| \| 5. \| Przemysław Niemiec \| Lampre-ISD \| + 8s \| \| \| 6. \| Domenico Pozzovivo \| Colnago-CSF Inox \| + 8s \| \| \| 7. \| Giovanni Visconti \| Farnese Vini-Neri Sottoli \| + 15s \| \| \| 8. \| Philippe Gilbert \| Omega Pharma-Lotto \| + 15s \| \| \| 9. \| Carlos Alberto Betancur \| Acqua & Sapone \| + 15s \| \| \| 10. \| Riccardo Chiarini \| Androni Giocattoli-CIPI \| + 15s \| \| \| 11. \| Luca Paolini \| Katusha \| + 27s \| \| \| 12. \| Greg Van Avermaet \| BMC Racing Team \| + 27s \| \| \| 13. \| Dario Cataldo \| Quick Step \| + 27s \| \| \| 14. \| Peter Stetina \| Garmin-Cervélo \| + 27s \| \| \| 15. \| Igor Antón \| Euskaltel-Euskadi \| + 27s \| \| \| 16. \| Nicolas Roche \| AG2R La Mondiale \| + 27s \| \| \| 17. \| Daniel Moreno \| Katusha \| + 27s \| \| \| 18. \| Rémi Pauriol \| FDJ \| + 27s \| \| \| 19. \| Rigoberto Urán \| Team Sky \| + 27s \| \| |                         |                           |          |
| |                         |                           |          |
| Fonte: ProCyclingStats |                         |                           |          |
| Classificação geral |                         |                           |          |
| Ciclista | Ciclista                | Equipe                    | Tempo    |
| 1. | Oliver Zaugg            | Leopard-Trek              | 6h20m02s |
| 2. | Daniel Martin           | Garmin-Cervélo            | + 8s     |
| 3. | Joaquim Rodríguez       | Katusha                   | + 8s     |
| 4. | Ivan Basso              | Liquigas-Cannondale       | + 8s     |
| 5. | Przemysław Niemiec      | Lampre-ISD                | + 8s     |
| 6. | Domenico Pozzovivo      | Colnago-CSF Inox          | + 8s     |
| 7. | Giovanni Visconti       | Farnese Vini-Neri Sottoli | + 15s    |
| 8. | Philippe Gilbert        | Omega Pharma-Lotto        | + 15s    |
| 9. | Carlos Alberto Betancur | Acqua & Sapone            | + 15s    |
| 10. | Riccardo Chiarini       | Androni Giocattoli-CIPI   | + 15s    |
| 11. | Luca Paolini            | Katusha                   | + 27s    |
| 12. | Greg Van Avermaet       | BMC Racing Team           | + 27s    |
| 13. | Dario Cataldo           | Quick Step                | + 27s    |
| 14. | Peter Stetina           | Garmin-Cervélo            | + 27s    |
| 15. | Igor Antón              | Euskaltel-Euskadi         | + 27s    |
| 16. | Nicolas Roche           | AG2R La Mondiale          | + 27s    |
| 17. | Daniel Moreno           | Katusha                   | + 27s    |
| 18. | Rémi Pauriol            | FDJ                       | + 27s    |
| 19. | Rigoberto Urán          | Team Sky                  | + 27s    |